# فلاديمير بلوتنيكوف
فلاديمير بلوتنيكوف (3 أبريل 1986 بكازاخستان - ) هو لاعب كرة قدم كازاخستاني في مركز حراسة المرمى. شارك مع منتخب كازاخستان لكرة القدم. أما مع النوادي، فقد لعب مع إف كي أتيراو ونادي كايرات ونادي طراز وFC Alma-Ata ‏ وFC Zhetysu ‏.

## وصلات خارجية
- فلاديمير بلوتنيكوف على موقع الاتحاد الأوربي (الإنجليزية)
- فلاديمير بلوتنيكوف على موقع قاعدة بيانات كرة القدم.إي يو (الإنجليزية)
- فلاديمير بلوتنيكوف على موقع ناشيونال فوتبول تيمز (الإنجليزية)
- فلاديمير بلوتنيكوف على موقع Soccerway.com (الإنجليزية)
- فلاديمير بلوتنيكوف على موقع عالم كرة القدم.نت (الإنجليزية)